# Tomoyuki Sakai
Tomoyuki Sakai (酒井 友之?, Sakai Tomoyuki; Misato, 29 giugno 1979) è un ex calciatore giapponese, di ruolo centrocampista.

## Statistiche

### Cronologia presenze e reti in nazionale
| Cronologia completa delle presenze e delle reti in nazionale ― Giappone olimpica | Cronologia completa delle presenze e delle reti in nazionale ― Giappone olimpica | Cronologia completa delle presenze e delle reti in nazionale ― Giappone olimpica | Cronologia completa delle presenze e delle reti in nazionale ― Giappone olimpica | Cronologia completa delle presenze e delle reti in nazionale ― Giappone olimpica | Cronologia completa delle presenze e delle reti in nazionale ― Giappone olimpica | Cronologia completa delle presenze e delle reti in nazionale ― Giappone olimpica | Cronologia completa delle presenze e delle reti in nazionale ― Giappone olimpica |
| Data                                                                             | Città                                                                            | In casa                                                                          | Risultato                                                                        | Ospiti                                                                           | Competizione                                                                     | Reti                                                                             | Note                                                                             |
| -------------------------------------------------------------------------------- | -------------------------------------------------------------------------------- | -------------------------------------------------------------------------------- | -------------------------------------------------------------------------------- | -------------------------------------------------------------------------------- | -------------------------------------------------------------------------------- | -------------------------------------------------------------------------------- | -------------------------------------------------------------------------------- |
| 14-9-2000                                                                        | Canberra                                                                         | Sudafrica olimpica                                                               | 1 – 2                                                                            | Giappone olimpica                                                                | Olimpiadi 2000 - 1º turno                                                        | -                                                                                | 53’                                                                              |
| 17-9-2000                                                                        | Canberra                                                                         | Slovacchia olimpica                                                              | 1 – 2                                                                            | Giappone olimpica                                                                | Olimpiadi 2000 - 1º turno                                                        | -                                                                                | 54’                                                                              |
| 20-9-2000                                                                        | Brisbane                                                                         | Brasile olimpica                                                                 | 1 – 0                                                                            | Giappone olimpica                                                                | Olimpiadi 2000 - 1º turno                                                        | -                                                                                |                                                                                  |
| 23-9-2000                                                                        | Adelaide                                                                         | Stati Uniti olimpica                                                             | 2 – 2 dts (5 – 4 dcr)                                                            | Giappone olimpica                                                                | Olimpiadi 2000 - Quarti di finale                                                | -                                                                                |                                                                                  |
| Totale                                                                           |                                                                                  | Presenze                                                                         | 4                                                                                |                                                                                  | Reti                                                                             | 0                                                                                |                                                                                  |